# Pseudorthocladius pilosipennis
Pseudorthocladius pilosipennis är en tvåvingeart som beskrevs av Lars Zakarias Brundin 1956. Pseudorthocladius pilosipennis ingår i släktet Pseudorthocladius och familjen fjädermyggor.
Artens utbredningsområde är Ontario. Arten är reproducerande i Sverige. Inga underarter finns listade i Catalogue of Life.